# Kamenný vrch (Zákupská pahorkatina)
Kamenný vrch (462 m n. m., německy Steinberg) je vrch v okrese Liberec Libereckého kraje. Leží při severovýchodním okraji vsi Heřmanice v Podještědí na příslušném katastrálním území.

## Popis vrchu
Je to suk ve tvaru výrazné nesouměrné kupy, která je hřbetovitě protažená do směrů VJV, kde navazuje vedlejší vrchol (402 m n. m.), a do směru severozápad (428 m n. m.). Vrch tvoří menší pronik subvulkanické bazaltoidní brekcie (severně od vrcholu) v obalu svrchnokřídových křemenných pískovců. Vrch je ve vyšších partiích zalesněný smíšenými porosty a keři, níže jsou louky a pole.

## Geomorfologické zařazení
Vrch náleží do celku Ralská pahorkatina, podcelku Zákupská pahorkatina, okrsku Podještědská pahorkatina, podokrsku Jablonská pahorkatina a Heřmanické části. Leží u hranice Podještědské pahorkatiny s Cvikovskou pahorkatinou a Lužickými horami.

## Přístup
Nejbližší dojezd automobilem je do Heřmanic v Podještědí, odkud se po lesních cestách vyjít na vrchol nebo na hřbetnici. Z Heřmanic vede červená turistická stezka na západ k Jezevčímu vrchu a modrá na sever k vrchu Sokol.